# RAF Camora
Raphael Ragucci, poklicno znan kot RAF Camora, v preteklosti pa tudi kot RAF 3.0 ali RafOMic, avstrijski raper, dancehall in hiphop producent, * 4. junij 1984, Vevey, Švica.

## Biografija

### Zgodnje življenje
Raphael Ragucci se je rodil v Veveyju v francosko govorečem delu Švice očetu iz Vorarlberga in materi iz Neaplja. Pri šestih letih se je preselil na Dunaj in odraščal v četrti Rudolfsheim-Fünfhaus. Prvotno je rapal izključno v francoščini in v tem jeziku ustvaril svojo prvo glasbo. S prijateljem poljskega rodu je ustanovil skupino Rapatoi. S tem se je povečala njegova prepoznavnost na avstrijski hiphop sceni. Po letu in pol se je od skupine ločil.
Pri 15 letih je prišel v stik z rapersko skupino French Connection, kasneje pa postal del francosko govoreče skupine Assaut Mystik. Ker se ni videl kot član nemško govoreče hiphop scene, se je odločil, da bo rapal izključno v francoščini.
RAF Camora je kmalu zatem spoznal raperja Joshija Mizuja, ki sta skupaj združila moči z rap skupino Balkan Express s katero sta nastopila na festivalu Splash. Skupina je kmalu zatem razpadla in na koncu so ostali le Joshi Mizu, DJ Mezuian, Pimp Beats in RAF Camora. Skupaj so ustanovili rap skupino Family Bizz, ki je med drugim zaslovela z nastopom na Life Ball in sodelovanjem z Ö3 Soundcheck ter leta 2003 izdala album Assaut Mystik & Balkan Express. Kljub temu se je skupina zaradi številnih kadrovskih sprememb dokončno razšla.

### 2006–2010: Prve produkcije in albumi
leta 2006 je – še vedno kot RafOMic skupaj z dunajskim raperjem Emirezom – izdal EP Skandal. RAF Camora je produciral večino albuma in se tako prvič pojavil kot producent.
Istočasno je izšel debitantski album raperja Chakuza z naslovom City Cobra, na katerem je RAF Camora produciral več pesmi in tudi gostoval pri naslovni skladbi City Cobra. Ko se je leta 2007 preselil v Berlin, je leta 2008 izšel njegov prvi mikstejp Therapie vor dem Album, ki je bil namenjen zapolnjenju vmesnega časa pred objavo njegovega prvega solo albuma. Ta je bil objavljen 13. novembra 2009 z naslovom Nächster Stopp Zukunft. Marca 2010 je izšel skupni album Artkore, ki je nastal v sodelovanju z Nazarjem. Album je dosegel 33. mesto na avstrijski albumski lestvici in označil prvi uspeh v karieri RAF Camora.
Svojo serijo mikstejpov je nadaljeval z izdajo mikstejpa Therapie nach dem Album septembra 2010. Naslednji mikstejp, Inedit 2003–2010, je izšel 24. decembra 2010. Album je vseboval še neizdane pesmi, napisane med letoma 2003 in 2010. Album je vodil DJ Maxxx.

### 2011–2012: Preboj kotRAF 3.0
Januarja 2011 je napovedal, da bo odslej nastopal le pod umetniškim imenom RAF 3.0. To je pojasnil v intervjuju septembra 2011, v katerem je izjavil, da bo v prihodnosti, po ustanovitvi RAF 3.0, zagotovo posnel še en album kot RAF Camora. Vendar se je tega vzdržal, ker je na njem ubral drugačno glasbeno pot, kot bi jo poznali in pričakovali oboževalci RAF Camora. Na albumu RAF 3.0, ki je februarja 2012 izšel pri dunajski založbi Irievibrations Records, med drugim gostujejo Sizzla, Konshens in Marteria. Album se je na nemški albumski lestvici uvrstil na sedmo mesto, kar se mu je zgodilo prvič. S singloma Fallen in Wie kannst du nur se je prvič uvrstil na nemško in avstrijsko lestvico singlov.
3. julija 2012 je Raphael Ragucci na svoji uradni Facebook strani napovedal, da bo izdal nov ulični album pod starim imenom RAF Camora. To je raperju zagotovilo vrnitev in z albumom Therapie nach dem Tod je začel z nadaljevanjem svoje serije mikstejpov. Album je bil od 31. avgusta 2012 na voljo v omejeni nakladi in izključno prek hiphop podjetja za naročanje po pošti MZEE.com, 7. septembra 2012 pa je bil ponovno izdan na različnih platformah za pretakanje. Dva dni pozneje je RAF Camora prek spleta brezplačno izdal instrumentalno različico albuma (INEDIT-TNDT), ki vsebuje tudi štiri prej neobjavljene bonus skladbe.

### 2013–2015: Ustanovitev glasbene založbe
Januarja 2013 je Ragucci napovedal ustanovitev lastne glasbene založbe Indipendenza. 5. julija 2013 je izšel Hoch 2, raperjev drugi studijski album pod imenom RAF 3.0, s katerim je prvič zasedel prvo mesto na nemški albumski lestvici. RAF Camora je nato sodeloval z raperjema Chakuzom in Joshijem Mizujem na skupnem albumu Zodiak, ki je izšel 14. marca 2014. Maja 2014 je prejel nagrado Amadeus v kategoriji HipHop / R'n'B.

### 2016–2019: Sodelovanje z Bonez MC
15. aprila 2016 je RAF Camora izdal četrti solo album Ghøst, ki se je na nemških lestvicah uvrstil na tretje mesto. Septembra istega leta je sledil skupni album Palmen aus Plastik z raperjem Bonez MC, ki je daleč najuspešnejša izdaja RAF Camora do zdaj. Dosegel je vrh nemških lestvic in prejel platinasto ploščo v Nemčiji za več kot 200.000 prodanih enot in v Avstriji za več kot 15.000 prodanih enot. Poleg tega sta singla Ohne mein Team in Palmen aus Plastik med drugim dosegla diamantno ploščo v Nemčiji za več kot milijon prodanih izvodov.
Leta 2016 je RAF Camora s svojim dolgoletnim poslovnim partnerjem Ronnyjem Boldtom ustanovil agencijo za umetnike in septembra 2016 uradno prevzel managment Bonez MC-ja.
25. avgusta 2017 je RAF Camora izdal svoj peti solo album Anthrazit. 13. novembra je bilo objavljeno, da bo Anthracite dobil naslednika. 15. decembra 2017 je izšel Anthracite RR, razširjena različica prvotnega albuma, ki je bila dodana prodaji prvotnega albuma in je bila brezplačno predvajana na Spotifyju in YouTubu kot zahvala oboževalcem za velik uspeh prejšnjih albumov Anthrazit in Palmen aus Plastik. Anthrazit je zasedel prvo mesto na albumskih lestvicah v Nemčiji in Avstriji ter za več kot 200.000 prodanih izvodov v Nemčiji prejel platinasto, za več kot 7.500 prodanih izvodov v Avstriji pa zlato ploščo; singel Primo je med drugim prav tako prejel platinasto ploščo v Nemčiji, Avstriji in Švici. Poleg tega je RAF Camora v letih 2016 (skupaj z Bonez MC) in 2017 prejel nagrado 1 Live Krone kot »najboljši hiphop akt«.
RAF Camora je bil leta 2014 nominiran za nagrado Echo v kategoriji »Hip-Hop/Urban international«, leta 2017 (skupaj z Bonez MC) in 2018 pa v kategoriji »Hip-Hop/Urban national«.
Nato je RAF Camora v svojem novozgrajenem studiu Anthrazit ponovno sodeloval z Bonez MC in 5. oktobra 2018 z njim izdal drugi skupni album Palmen aus Plastik 2.
Album je bil po prodaji v fizični obliki, prenosih in pretočnem predvajanju eden najuspešnejših v tem letu. Album je zasedel prvo mesto na lestvicah v Nemčiji, Avstriji in Švici, v prvih dveh državah pa je tudi dosegel zlati status. Tudi singla 500 PS in Kokain sta se uvrstila na vrh nemških lestvic, 500 PS pa je za več kot milijon prodanih izvodov prejel diamantno ploščo. Poleg tega je Palmen aus Plastik 2 z več kot 57 milijoni streami v prvem tednu podrla rekord v Nemčiji, Avstriji in Švici. S skladbami 500 PS, Kokain in Nummer unterdrück sta Bonez MC in RAF Camora hkrati zasedla prva tri mesta na lestvici singlov v Nemčiji. Ta uspeh je brez primere v zgodovini nemških lestvic. Poleg tega se je osem skladb hkrati uvrstilo v Top 10, 13 skladb pa v Top 20, kar so dodatni rekordi za oba izvajalca. Na lestvici Ö3 Austria Top 40 se je 13 skladb hkrati uvrstilo med prvih 15, zaradi česar se je spremenil način štetja lestvic. Palmen aus Plastik 2 je na nemški letni lestvici 2018 zasedel drugo mesto.
Leta 2019 je sledila turneja Palmen aus Plastik 2 Tour, ena največjih turnej v zgodovini nemškega hiphopa, ki so jo zaradi uspeha ponovili še istega leta.

### Od 2019:ZenitinZukunft
1. novembra 2019 je RAF Camora izdal svoj šesti solo album Zenit in napovedal konec kariere raperja. Po lastnih navedbah se je želel bolj osredotočiti na produkcijo in promocijo novincev in umetnikov iz svoje agencije za upravljanje ter na širitev svojih modnih linij Cørbo in Team Platinum. RAF Camora je v škatli za album Zenit razkril, da bo na voljo tudi RR različica albuma Zenit, kot je bilo to že pri albumu Anthrazit. Zenit RR, ki je tako kot Anthracite RR, kot brezplačen album za streaming, dodan prvotni izdaji, izšel 10. januarja 2020. Zenit je dosegel vrhove lestvic albumov v Nemčiji, Avstriji in Švici ter prejel zlato ploščo v Nemčiji in platinasto v Avstriji. Poleg tega je RAF Camora v letih 2018, 2019, 2020 in 2022 prejel avstrijsko glasbeno nagrado Amadeus v kategoriji »Hip Hop / Urban«.
Zaradi pandemije COVID-19 je moral turnejo po albumu Zenit, prvotno načrtovano za jesen 2020, prestaviti najprej na maj 2021 in nato na marec 2022. 4. junija 2021 je Ragucci izdal avtobiografijo z naslovom Der Pakt, ki je dosegla prvo mesto na nemški knjižni lestvici Media Control v kategoriji »Hardcover – Biographien, Autobiographien« (Trdne platnice – biografije, avtobiografije).
16. julija 2021 je nenapovedano izšel njegov album Zukunft. Singla Blaues Licht in 2CB sta dosegla prvo mesto na nemških lestvicah. Po albumu Palmen aus Plastik 3 z Bonez MC, ki je izšel 9. septembra 2022, natanko šest let po prvem delu, je 23. junija 2023 sledil njegov osmi studijski album XV.

## Diskografija
- Nächster Stopp Zukunft (2009)
- RAF 3.0 (2012)
- Hoch 2 (2013)
- Ghøst (2016)
- Anthrazit (2017)
- Zenit (2019)
- Zukunft (2021)
- XV (2023)

## Nagrade in nominacije

### Rezultati
| Leto | Nagrada                       | Nominacija                    | Nominacija za                                     | Rezultat    | Ref.   |
| ---- | ----------------------------- | ----------------------------- | ------------------------------------------------- | ----------- | ------ |
| 2011 | HipHop.de Awards              | Best Collaboration            | RAF Camora & Nazar                                | nominiran/a | [ 67 ] |
| 2013 | HipHop.de Awards              | Best Producer National        | RAF Camora                                        | Osvojil/a   | [ 68 ] |
| 2013 | Amadeus Austrian Music Awards | Hip-Hop / R'n'B               | RAF Camora                                        | nominiran/a | [ 69 ] |
| 2014 | Amadeus Austrian Music Awards | Hip-Hop / R'n'B               | RAF Camora                                        | Osvojil/a   | [ 70 ] |
| 2014 | Amadeus Austrian Music Awards | Album of the Year             | Hoch 2                                            | nominiran/a | [ 70 ] |
| 2014 | Echo Awards                   | Hip-Hop / Urban International | Hoch 2                                            | nominiran/a | [ 71 ] |
| 2015 | Amadeus Austrian Music Awards | Hip-Hop / Urban               | RAF Camora & Chakuza, Joshi Mizu                  | nominiran/a | [ 72 ] |
| 2016 | 1LIVE Krone Awards            | Best Hip-Hop Act              | RAF Camora & Bonez MC                             | Osvojil/a   | [ 73 ] |
| 2016 | HipHop.de Awards              | Best Producer National        | RAF Camora                                        | Osvojil/a   | [ 74 ] |
| 2016 | HipHop.de Awards              | Best Group National           | RAF Camora & Bonez MC                             | Osvojil/a   | [ 74 ] |
| 2016 | HipHop.de Awards              | Best Release National         | Palmen aus Plastik (skupaj z Bonez MC)            | Osvojil/a   | [ 74 ] |
| 2016 | HipHop.de Awards              | Best Video National           | Palmen aus Gold (skupaj z Bonez MC, Shaho Casado) | Osvojil/a   | [ 74 ] |
| 2016 | HipHop.de Awards              | Best Rap-Solo-Act National    | RAF Camora                                        | nominiran/a | [ 74 ] |
| 2016 | HipHop.de Awards              | Best Song National            | Palmen aus Plastik (skupaj z Bonez MC)            | nominiran/a | [ 74 ] |
| 2016 | Juice Awards                  | Best Album National           | Palmen aus Plastik (skupaj z Bonez MC)            | Osvojil/a   | [ 75 ] |
| 2016 | Juice Awards                  | Song National                 | Ohne mein Team (skupaj z Bonez MC)                | nominiran/a | [ 75 ] |
| 2017 | 1LIVE Krone Awards            | Best Hip-Hop Act              | RAF Camora                                        | Osvojil/a   | [ 76 ] |
| 2017 | Amadeus Austrian Music Awards | Hip-Hop / Urban               | RAF Camora                                        | nominiran/a | [ 77 ] |
| 2017 | Echo Awards                   | Hip-Hop / Urban National      | Palmen aus Plastik (skupaj z Bonez MC)            | nominiran/a | [ 78 ] |
| 2017 | HipHop.de Awards              | Best Producer National        | RAF Camora                                        | nominiran/a | [ 79 ] |
| 2017 | HipHop.de Awards              | Best Rap-Solo-Act National    | RAF Camora                                        | nominiran/a | [ 79 ] |
| 2018 | HipHop.de Awards              | Best Video National           | 500 PS (skupaj z Bonez MC)                        | nominiran/a | [ 80 ] |
| 2018 | HipHop.de Awards              | Best Group National           | RAF Camora & Bonez MC                             | Osvojil/a   | [ 80 ] |
| 2018 | HipHop.de Awards              | Best Album National           | Palmen aus Plastik 2 (skupaj z Bonez MC)          | nominiran/a | [ 80 ] |
| 2018 | Echo Awards                   | Hip-Hop / Urban National      | Anthrazit                                         | nominiran/a | [ 81 ] |
| 2018 | Amadeus Austrian Music Awards | Hip-Hop / Urban               | RAF Camora                                        | Osvojil/a   | [ 82 ] |
| 2018 | Amadeus Austrian Music Awards | Album of the Year             | Anthrazit                                         | nominiran/a | [ 82 ] |
| 2018 | Amadeus Austrian Music Awards | Song of the Year              | Primo                                             | nominiran/a | [ 82 ] |
| 2018 | Amadeus Austrian Music Awards | FM4 Award                     | RAF Camora                                        | Ožji izbor  | [ 82 ] |
| 2019 | Amadeus Austrian Music Awards | Song of the Year              | 500 PS (with Bonez MC)                            | nominiran/a | [ 83 ] |
| 2019 | Amadeus Austrian Music Awards | Album of the Year             | Palmen aus Plastik 2 (skupaj z Bonez MC)          | nominiran/a | [ 83 ] |
| 2019 | Amadeus Austrian Music Awards | Hip-Hop / Urban               | RAF Camora                                        | Osvojil/a   | [ 83 ] |
| 2019 | HipHop.de Awards              | Lebenswerk                    | RAF Camora                                        | Osvojil/a   | [ 84 ] |
| 2019 | HipHop.de Awards              | Best Album National           | Zenit                                             | nominiran/a | [ 84 ] |
| 2019 | HipHop.de Awards              | Best Live-Act National        | RAF Camora & Bonez MC                             | nominiran/a | [ 84 ] |
| 2019 | Hype Awards                   | Hype Live-Act                 | RAF Camora & Bonez MC                             | Osvojil/a   | [ 85 ] |
| 2019 | Hype Awards                   | Hype Song                     | 500 PS (skupaj z Bonez MC)                        | Osvojil/a   | [ 85 ] |
| 2019 | Hype Awards                   | Hype Collaboration            | RAF Camora & Bonez MC                             | nominiran/a | [ 85 ] |
| 2019 | 4GameChangers Awards          | 4Music                        | RAF Camora                                        | Osvojil/a   | [ 86 ] |
| 2019 | Bravo Otto Awards             | Hip-Hop National              | RAF Camora                                        | nominiran/a | [ 87 ] |
| 2019 | Swiss Music Awards            | Best Group International      | RAF Camora & Bonez MC                             | nominiran/a | [ 88 ] |
| 2020 | Amadeus Austrian Music Awards | Hip-Hop / Urban               | RAF Camora                                        | Osvojil/a   | [ 89 ] |
| 2020 | Amadeus Austrian Music Awards | Song of the Year              | Puta Madre (feat. Ghetto Phénomène)               | nominiran/a | [ 89 ] |
| 2020 | Amadeus Austrian Music Awards | Album of the Year             | Zenit                                             | nominiran/a | [ 89 ] |
| 2021 | Amadeus Austrian Music Awards | Song of the Year              | Maschine (skupaj z The Cratez)                    | nominiran/a | [ 90 ] |
| 2021 | Amadeus Austrian Music Awards | Hip-Hop / Urban               | RAF Camora                                        | nominiran/a | [ 90 ] |
| 2021 | Bravo Otto Awards             | Hip-Hop National              | RAF Camora                                        | nominiran/a | [ 91 ] |
| 2021 | HipHop.de Awards              | Creator of the Year           | RAF Camora                                        | Osvojil/a   | [ 92 ] |
| 2023 | Swiss Music Awards            | Best Group International      | RAF Camora & Bonez MC                             | nominiran/a | [ 93 ] |